# Qionglai

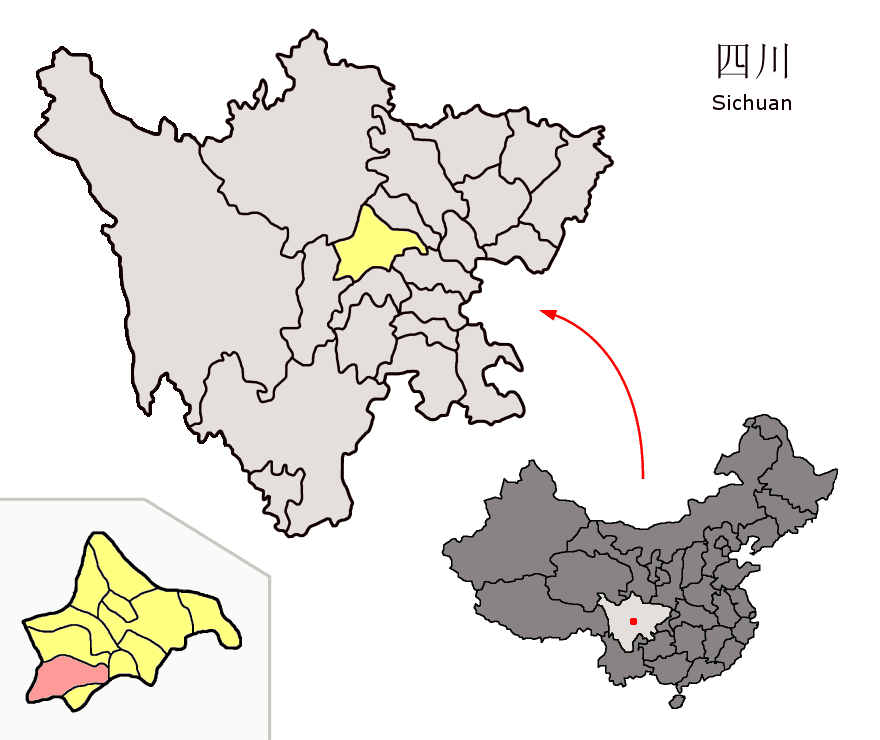
Lage Qionglais in der Provinz Sichuan

Qionglai (邛崃市,  Qiónglái Shì) ist eine kreisfreie Stadt der Unterprovinzstadt Chengdu in der chinesischen Provinz Sichuan. Die Fläche beträgt 1.377 Quadratkilometer.
Die Stätte des Qiong-Brennofens von Shifangtang, die Qionglai-Felshöhlen (邛崃石窟,  Qionglai shiku) und die Steinpagode im Shita-Tempel (石塔寺石塔,  Shita si shita) stehen auf der Liste der Denkmäler der Volksrepublik China.

## Bevölkerung
Die Einwohnerzahl beträgt 602.973 (Stand: Zensus 2020). Im Jahr 1999 zählte Qionglai 640.943 Einwohner.